# Ricardo Harris
Ricardo Harris Archival (Limón, 22 de marzo de 1974) es un exfutbolista profesional costarricense. Se desempeñaba como defensa, jugó para el Limón FC de la Primera División de Costa Rica.

## Clubes
| Club                            | País       | Año         |
| ------------------------------- | ---------- | ----------- |
| AD Limonense                    | Costa Rica | 1999 - 2001 |
| Santos                          | Costa Rica | 2001 - 2003 |
| Brujas FC                       | Costa Rica | 2003 - 2009 |
| Santos                          | Costa Rica | 2009 - 2011 |
| Limón FC                        | Costa Rica | 2011 - 2013 |
| Asociación Deportiva San Carlos | Costa Rica | 2013 - 2015 |
| Limón FC                        | Costa Rica | 2015        |

## Palmarés
| Título                                 | Club               | País       | Año  |
| -------------------------------------- | ------------------ | ---------- | ---- |
| Campeón Primera División de Costa Rica | Brujas Fútbol Club | Costa Rica | 2009 |